# Eledona
Eledona är ett släkte av skalbaggar som beskrevs av Pierre André Latreille 1796. Eledona ingår i familjen svartbaggar.
Släktet innehåller bara arten Eledona agricola.

## Bildgalleri

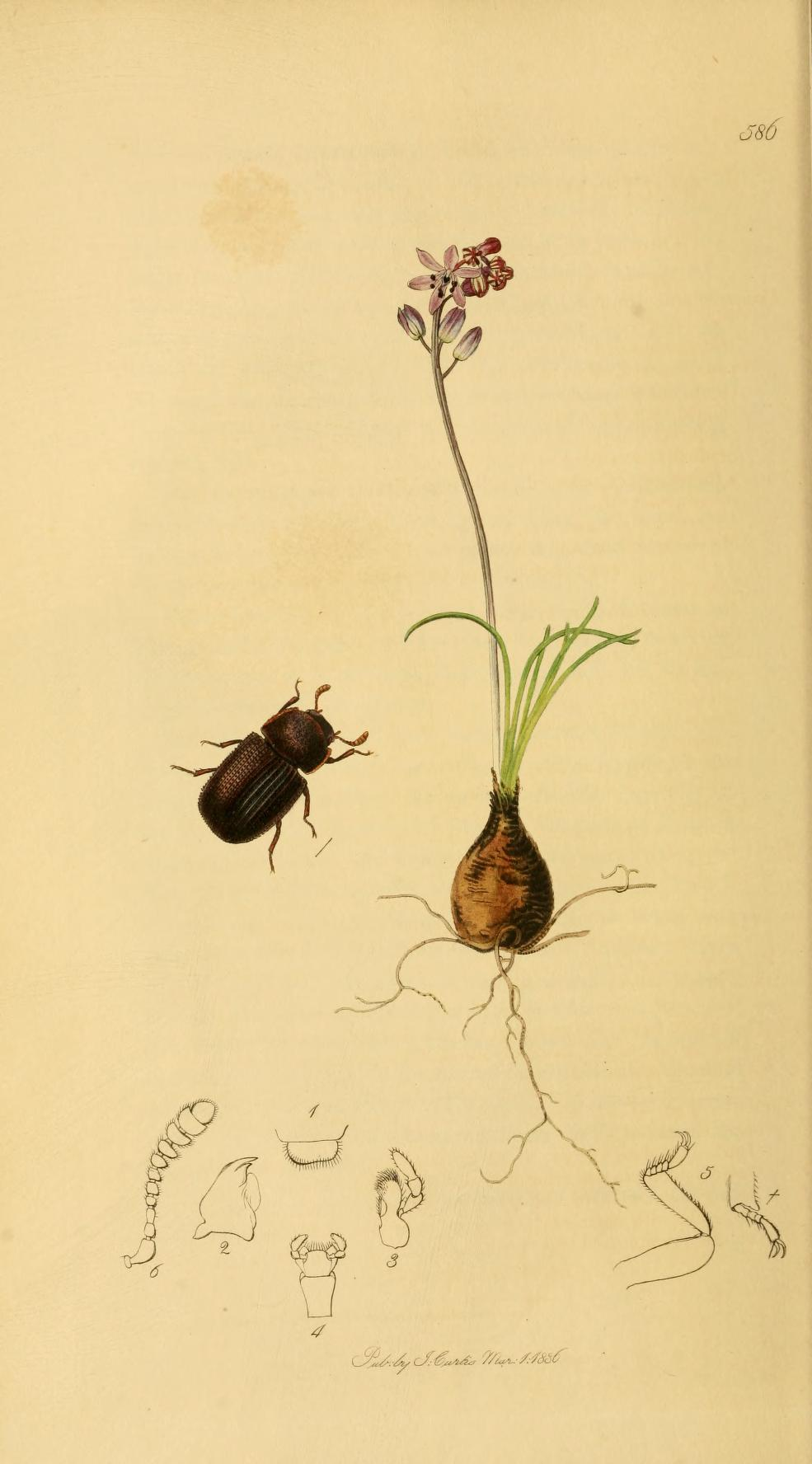